# Yō Yoshida
Yō Yoshida (吉田 羊, Yoshida Yō), née à Kurume, dans la préfecture de Fukuoka au Japon, est une actrice japonaise.

## Biographie
Yō Yoshida est née un 3 février à Fukuoka. Elle a deux frères aînés et deux sœurs aînées. Elle n'annonce pas sa date de naissance parce qu'elle veut qu'on la choisisse pour ses rôles sans que son âge soit important.
Yō Yoshida a fait ses débuts en 1997. Elle a fait ses débuts au cinéma en 2009, dans le film 20th Century Boys.

## Filmographie

### Films
- 2009 : 20th Century Boys, chapitre 2 : Le Dernier Espoir (20世紀少年 第2章 最後の希望, 20-seiki shōnen: Dai 2 shō - Saigo no kibō?) de Yukihiko Tsutsumi
- 2009 : Nakumonka (なくもんか?) de Nobuo Mizuta (ja)
- 2010 : Hero Show (ヒーローショー, Hīrō shō?) de Kazuyuki Izutsu
- 2011 : Maebashi vijuaru kei (前橋ヴィジュアル系?) de Gitan Ōtsuru (ja)
- 2011 : Yōkame no semi (八日目の蝉?) d'Izuru Narushima
- 2012 : Fugainai boku wa sora o mita (ふがいない僕は空を見た?) de Yuki Tanada (en)
- 2013 : Rokugatsudō no sanshimai (六月燈の三姉妹?) de Kiyoshi Sasabe : Shizue Nakazono
- 2014 : Bakumatsu kōkō-sei (幕末高校生?) de Toshio Lee (ja)
- 2014 : Majo no takkyūbin (魔女の宅急便?) de Takashi Shimizu
- 2015 : Flying Colors (ビリギャル, Biri gyaru?) de Nobuhiro Doi : la mère de Sayaka
- 2015 : Ai o tumuhito (愛を積むひと?) de Yūzō Asahara (ja)
- 2015 : Hero (ja) de Masayuki Suzuki
- 2016 : Iyana onna (嫌な女?) de Hitomi Kuroki
- 2016 : Scoop! de Hitoshi Ōne (ja)
- 2016 : Boku no tsuma to kekkon shitekudasai. (ボクの妻と結婚してください。?) de Yoshishige Miyake (ja)
- 2016 : The Good Morning Show (グッドモーニングショー, Guddo mōningu shō?) de Ryōichi Kimizuka
- 2018 : Cafe Funiculi Funicula (コーヒーが冷めないうちに, Kōhī ga samenai uchi ni?) d'Ayuko Tsukahara (ja) : Yaeko Hirai
- 2019 : Whistleblower (七つの会議, Nanatsu no kaigi?) de Katsuo Fukuzawa (ja) : Toshiko
- 2019 : Kioku ni gozaimasen (記憶にございません!?) de Kōki Mitani : Akane Yamanisi
- 2023 : In Love and Deep Water (クレイジークルーズ, Kureiji kuruzu?) de Yūsuke Taki : Hatsumi Yabuchi
- 2025 : Lumière pâle sur les collines (遠い山なみの光, Toi yamanami no hikari?) de Kei Ishikawa : Etsuko

### Séries TV
- 2014 : Hero (saison 2)
- 2015 : Tenno no ryoriban

## Récompenses
En 2015, elle a reçu le prix du meilleur second rôle féminin au 8e Festival international du film de Tokyo et au "prix Hōchi de cinéma".